# Межполушарная асимметрия
Межполушарная асимметрия мозга (др.-греч. α- — «без» и συμμετρια — «соразмерность», лат. asymmetria — несоразмерность) — одна из фундаментальных закономерностей организации мозга не только человека, но и животных. Проявляется не только в морфологии мозга, но и в межполушарной асимметрии психических процессов.
В рамках проводимых исследований основное внимание уделяется вопросам связи межполушарной асимметрии с психическими познавательными процессами и влиянию поражений отдельных структур и областей мозга на протекание этих процессов.
В «популярной» психологии нередко делаются некорректные обобщающие утверждения о том, что одно из полушарий отвечает за «логику» (левое), а другое за творчество (правое). Такое жёсткое разделение не подтверждается исследованиями. Оба полушария участвуют и в логическом, и в творческом мышлении.
Вместе с этим всё ещё не выясненными остаются вопросы соотношения ведущей руки и ведущего речевого полушария, связи межполушарной асимметрии с эмоциональной сферой и такими психическими познавательными процессами, как память и воображение.

## Краткая история изучения проблемы
- В 1836 году врач Марк Дакс выступил с докладом на заседании медицинского общества. Он обнаружил признаки повреждения левого полушария у наблюдавшихся больных с потерей речи. Случаев потери речи при поражении правого полушария ему выявить не удалось.
- 1844 год: А. Ваган привлек внимание общественности, написав «Трактат о двойственности мозга». Он считал человека существом двойственным. «Рассогласованность в работе двух полушарий ведёт к помешательству» (в тот период каждое полушарие считалось отдельным мозгом, идея асимметрии ещё не возникла).
- В середине XIX века отмечено бурное развитие афазиологии (науки о нарушениях речи). Идея Франца Галля: разные функции контролируются разными областями мозга. Джордж Буйо[уточнить] связывал афазию при поражении левого полушария с правшеством у большинства людей.
- 1861 год: Обуртен повторил утверждение Галля о том, что центр, контролирующий речь, находится в лобных долях мозга. Через несколько месяцев Поль Брока сформировал правило, связывающее левшество с представительством речи в правом полушарии. Через 10 лет после наблюдений Брока концепция, известная в наши дни как концепция доминантности полушарий, стала основной точкой зрения на межполушарные отношения. В этом же году Брока исследовал больного с грубым нарушением речи — пациент понимал, но ничего не говорил (моторная афазия). У наблюдаемого была разрушена в левом полушарии моторная зона, отвечающая за речь. Брока посчитал, что открыл центр речи.
- 1869 год: Дж. Джексон сформулировал идею ведущего полушария: «Для важнейших и главнейших процессов обязательно должна быть одна ведущая сторона».
- 1874 год: Немецкий психиатр Карл Вернике первым зафиксировал иной вид афазии — сенсорную афазию. Это был случай, противоположный случаю Брока: больной мог говорить, но ничего не понимал.

### Роджер Сперри и его открытие
В середине 50-х годов XX века несколько американских исследователей и врачей нашли необычный способ лечения безнадежных случаев эпилепсии. Речь шла о таких тяжелых эпилептических припадках, которые сопровождались потерей сознания и судорогами, следующими один за другим, при этом они не поддавались лекарственному лечению и быстро приводили больного к инвалидности. В основе таких судорог лежит круговой принцип: патологическая (эпилептическая) электрическая активность, возникнув в одном полушарии мозга, распространяется на другое полушарие по многочисленным нервным связям, которые эти полушария соединяют. А когда такой эпилептический приступ охватывает второе полушарие, он по тем же связям поддерживает и усиливает исходный очаг в первом полушарии. Они усиливают друг друга до тех пор, пока тяжелый эпилептический приступ не истощит на какое-то время всю электрическую энергию мозга. После этого все начинается сначала, причем каждый предыдущий приступ облегчает возникновение следующего. Американцам пришла в голову простая идея: разъединить правое и левое полушария головного мозга, разорвать нервные связи между ними, чтобы предотвратить систематические распространение эпилептических разрядов на весь мозг. Полушария соединены миллионами нервных волокон, которые передают информацию из одного полушария в другое и образуют так называемое мозолистое тело — белесоватую плотную массу, создающую как бы мост между двумя полушариями. Такая операция была произведена на нескольких больных, она действительно облегчила их страдания и одновременно привела к крупнейшему открытию, удостоенному в 1980 г. Нобелевской премии. Её получил Роджер Сперри.

### Функциональная асимметрия мозга
После первых исследований Роджера Сперри и его коллег, проведенных на лицах с расщепленным мозгом, стало общепризнанным, что в организации любой психической функции принимает участие как левое, так и правое полушарие мозга, но при этом каждое из них вносит свой специфический вклад: с механизмами левого полушария тесно связано логико-знаковое мышление, а с механизмами правого — образное. В этом заключается явление функциональной асимметрии мозга.
Согласно концепции В. С. Ротенберга, «левое полушарие из всего обилия реальных и потенциальных связей выбирает немногие внутренне непротиворечивые, не исключающие друг друга, и на основе этих немногих связей (в идеале — стремление только к одной, но очень сильной) создает однозначно понимаемый контекст. В основе этого контекста лежит установление однозначных причинно-следственных отношений между предметами и явлениями. Благодаря однозначному контексту достигается полное взаимопонимание между людьми в процессе их деятельности. Однозначность обеспечивает также логический анализ предметов и явлений, последовательность перехода от одного уровня рассмотрения к другому. При этом все остальные связи, способные усложнить и запутать картину, сделать её менее определенной и внутренне противоречивой — все эти связи безжалостно отсекаются. Такая аккуратно подстриженная под машинку логического мышления картина мира является уже не картиной в полном смысле этого слова, а моделью, удобной в обращении. Все школьное образование в условиях западной цивилизации направлено на скорейшее формирование у человека однозначного контекста левополушарного мышления. Правое полушарие занято прямо противоположной задачей. Оно „схватывает“ реальность во всем богатстве, противоречивости и неоднозначности связей и формирует многозначный контекст. Прекрасным примером такого контекста являются сновидения людей с целым мозгом. …этот пример… адресуется к внутреннему опыту каждого человека. Всем нам, наверное, знакомо ощущение беспомощности, когда проснувшись после яркого и личностно значимого сновидения, мы пытаемся его пересказать, чтобы передать свои от него ощущения. И с удивлением обнаруживаем, что, хотя мы ясно помним его во всех деталях, при пересказе ускользает что-то важное, причем не только от слушателей, но и от нас самих. То, что мы способны выразить в словах, является лишь бледной тенью, скелетом того, что мы действительно видели. И дело не в том, что нам не хватает слов, а в том, что не удается передать в словах тот многозначный контекст, который формируется обилием пересекающихся связей между его отдельными образами. Речь, во всяком случае, речь не поэтическая, принципиально не предназначена для передачи и выражения такого контекста, поскольку строится по законам левополушарного мышления».

#### Таблица 1. Сферы специализации левого и правого полушарий головного мозга
| Левое полушарие | Правое полушарие |
| --- | --- |
| Обработка вербальной информации: Левое полушарие мозга отвечает за ваши языковые способности. Это полушарие контролирует речь, а также способности к чтению и письму. Оно также запоминает факты, имена, даты и их написание | Обработка невербальной информации: Правое полушарие специализируется на обработке информации, которая выражается не в словах, а в символах и образах.                                                                              |
| Аналитическое мышление: Левое полушарие отвечает за логику и анализ. Именно оно анализирует все факты. Числа и математические символы также распознаются левым полушарием.                                                   | Воображение: Правое полушарие дает нам возможность мечтать и фантазировать. С помощью правого полушария мы можем сочинять различные истории. Правое полушарие отвечает также за способности к музыке и изобразительному искусству. |
| Последовательная обработка информации: Информация обрабатывается левым полушарием последовательно по этапам. | Параллельная обработка информации: Правое полушарие может одновременно обрабатывать много разнообразной информации. Оно способно рассматривать проблему в целом, не применяя анализа.                                              |

## Объяснения причин возникновения

### Эволюционная теория асимметрии
Единая теория, объясняющая с эволюционных позиций многие аспекты межполушарной функциональной асимметрии у животных и человека была предложена В. А. Геодакяном в 1993 г. Согласно этой теории, латеральная асимметрия возникает в результате асинхронной эволюции полушарий мозга и контролируемых ими сторон тела.

## Основные функции полушарий и связь между ними

### Логика и распознавание образов
Способность к речи, анализу, детализированию, абстракции обеспечивается левым полушарием мозга. Оно работает последовательно, выстраивая цепочки, алгоритмы, оперируя фактом, деталью, символом, знаком, отвечает за логический компонент в мышлении.
Правое полушарие способно воспринимать информацию в целом, работать сразу по многим каналам и, в условиях недостатка информации, восстанавливать целое по его частям. С работой правого полушария принято соотносить творческие возможности, интуицию, способность к адаптации. Правое полушарие обеспечивает восприятие реальности во всей полноте многообразия и сложности, в целом со всеми его составными элементами. Таким образом, логика левого полушария без правого окажется ущербной.

### Распознавание цветов
Ряд исследований[каких?] показал, что имеются различия функций полушарий мозга в цветоощущении: полушария головного мозга асимметричны в восприятии и обозначении цветов.
Левое обеспечивает словесное кодирование основных цветов с помощью простых высокочастотных названий (синий, красный). Здесь характерны минимальные латентные периоды названия и точное соответствие названий физическим характеристикам основных цветов. В целом левое полушарие ответственно за формирование жестких связей между предметом и цветом, цветом и словом, словом и сложным цветным образом предметного мира.
Правое полушарие обеспечивает словесное кодирование цветов с помощью относительно редких в языке, специальных и предметно соотнесенных названий. При угнетении правого полушария из лексикона исчезают такие названия цветов, как оранжевый, терракотовый, вишневый, цвет морской волны и т. п.

### Организация речи
Каждое полушарие формирует свои принципы организации речи:
1. правое формирует целостность смыслового содержания, обеспечивает эмпирическое и образное (метафорическое) мышление, создает ассоциации на основе наглядно-чувственных представлений о предмете; левое полушарие обеспечивает теоретическое мышление, грамматическое оформление высказывания и характеристику свойств предметов;
2. формирование структуры лексикона человека происходит за счет суммирования разных слоев лексики: правое полушарие опирается на образное отображение предметного мира, левое — на точные, дословно воспринимаемые обозначения, «слова-концепты».

90 % взрослого населения имеет локализацию речевых функций в левом полушарии, более 95 % правшей и около 70 % левшей имеют локализацию речи в левом полушарии. Люди, у которых речевые функции сосредоточены в правом полушарии, сохраняют фонемные и семантические способности, но имеют дефицит синтаксических способностей.
Люди с повреждённым правым полушарием в большей мере испытывают сложности с улавливанием смысла из контекста фразы, с пониманием метафор или юмора, со следованием смыслу воспринимаемого разговора и т. п. Правое полушарие связано с семантическими характеристиками речи.

## Синдром «расщеплённого мозга»
Так как межполушарное взаимодействие служит основой осуществления высших психических функций, нарушение этого взаимодействия у взрослых может приводить к формированию синдрома «расщепленного мозга».
Этот синдром проявляется в нарушении сенсорных, речевых, двигательных и конструктивно-пространственных функций. Нарушения, произошедшие в раннем возрасте, могут быть частично скомпенсированы.

### Использованная
- Ильясов Ф. Н. Информационная специализация и функциональная асимметрия мозга // Психологический журнал. — 1987. — Том 8, № 6. — С. 44-47.
- Чуприков А. П., Ковалева Р. И. Сравнивая левое и правое полушария головного мозга // Здоровье : журнал. — 1983. — № 12.
- Хомская Е. Д. Нейропсихология / гл. ред. Е. Строганова. — 4-е изд. — СПб. : Питер, 2005. — 496 с. : ил. — ISBN 5-469-00620-4.
- Кондрашихина О. А. Дифференциальная психология : учеб. пос. — Киев : Центр учебной литературы, 2009. — 232 с. — ISBN 978-966-364-774-6.

### Рекомендуемая
- Деглин В. Функциональная асимметрия — уникальная особенность мозга человека // Наука и жизнь : журнал. — 1975. — № 1. — С. 104—115.
- Руководство по функциональной межполушарной асимметрии / Научно-исследовательский центр неврологии РАМН. — Москва : Научный Мир, 2009. — 836 с.
- Межполушарная асимметрия и адаптация // Ротенберг В. С., Аршавский В. В. Поисковая активность и адаптация. — Москва : Наука, 1984. — Гл. III.
- Савельев А. В. Нейросегментарность: отражение синергизма метамерности как основа функциональных десимметрий мозга // Нейроинформатика и её приложения : сборник. — Красноярск, 1997. — С. 99.
- Бессознательное, функциональная асимметрия, язык и творчество (К постановке вопроса) : [арх. 6 июля 2024] / Вяч. Вс. Иванов // Бессознательное: природа, функции, методы исследования. — Тбилиси, 1985. — Т. IV. — С. 254—259.

### Статьи
- Левое… правое. (Об асимметрии мозга и человека в целом.)
- Теория асимметризации организмов, мозга и парных органов
- Левое и правое полушария мозга
- Взаимодействие доминантного и субдоминантного полушарий при выполнении простой зрительно-моторной реакции

### Сайты
- Функциональная межполушарная асимметрия / Лаборатория возрастной физиологии мозга Отдела исследований мозга Научного центра неврологии РАМН.
- Рецензируемый научно-практический журнал «Асимметрия» / Научный центр неврологии РАМН.